# Apolinário Ternes
Apolinário Ternes (Joinville, 1949) é um jornalista brasileiro.
Foi eleito membro da Academia Catarinense de Letras em 2021, sucedendo Mário Pereira na cadeira 8.